# Мартинівка (Жмеринська міська громада)
Марти́нівка — село в Україні, у Жмеринській міській громаді Жмеринського району Вінницької області.
Біля с. Мартинівка, за два кілометри північніше від села, в урочищі «Стежки», розташоване стародавнє поселення, яке відноситься до пізньої бронзи і датується XIII-ІХ ст. до н. е. За даними М. Грушевського у XVIII ст. Мартинівка безпосередньо належала Барському староству.

## Постаті
- Гамарник Олександр Михайлович — старший лейтенант Збройних сил України, учасник російсько-української війни.
- Яжук Микола Петрович — майор Збройних сил України, учасник російсько-української війни 2014—2015 років.

## Природа

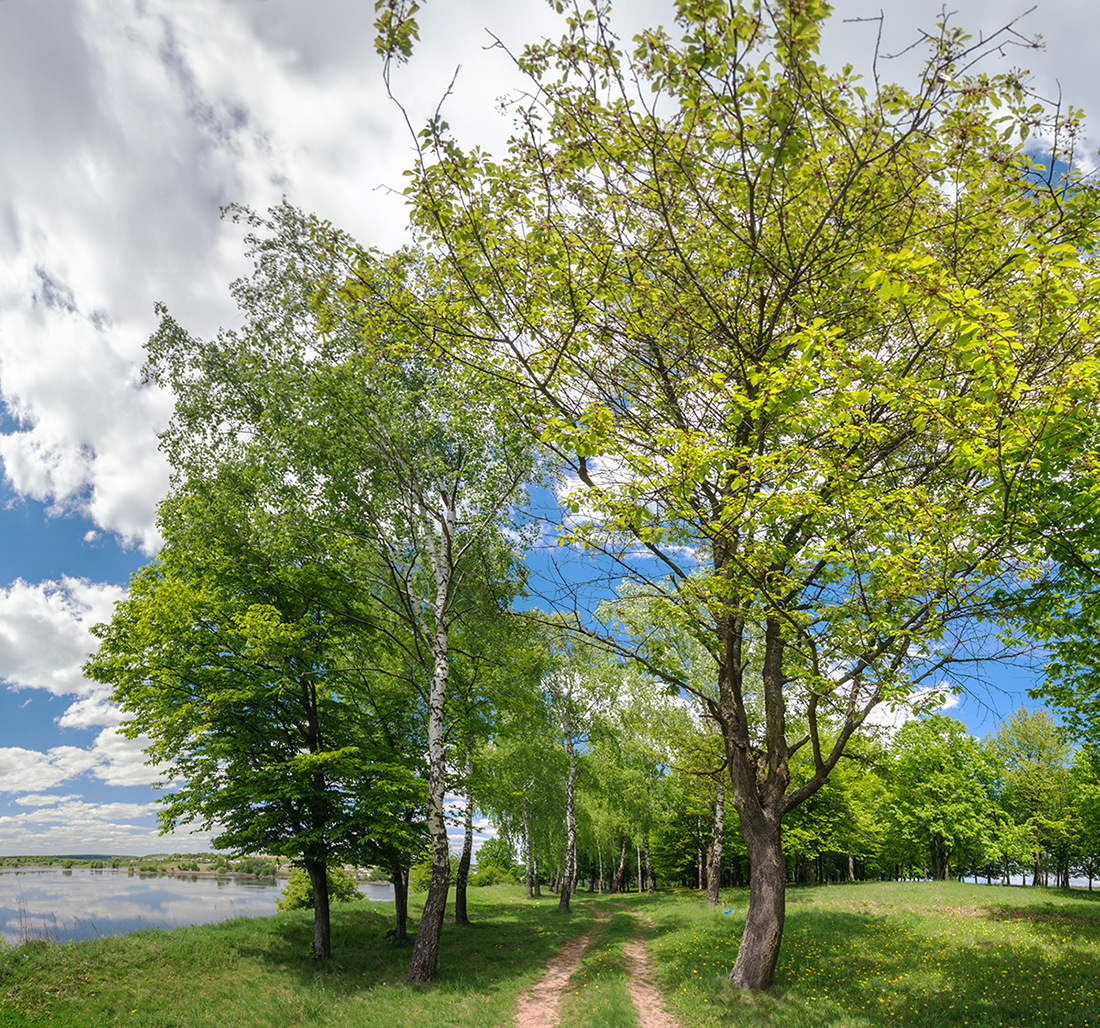
Межирівські берізки

Розлоге межиріччя Рову і Думки, поступово розширюючись, утворює став. Він омиває північний бік древнього Межирова і південну низинну частину села Мартинівки. Плинний потік річок сповільнює і призупиняє масивна широка гребля. Правий берег ставу скелястий, лівий — похилорозлогий. Колись частина вапнякової скелі обірвалась від основи і впала додолу. Цей німий свідок історії вартує біля дороги і річки. Гуркотливий шум падаючої води, опуста (шлюза) нагадує про грізну силу річок, яким люди перегородили шлях. Піднімаючись праворуч від греблі догори, ми потрапимо в піднесену частину села — Гамарню (від слова гамер(гамор) молот). Колись з неї починалось село. Сьогодні Гамарня подає природний газ заводу, школі, людям. Тут знаходиться газорозподільна станція. З Гамарні, з висоти пташиного польоту, видно обриси невеличкого впорядкованого заводського села. Висока заводська труба, виробничі підрозділи, контора підприємства, житлові будинки, лікарня, школа створюють специфічний пейзаж.
Село заховане каньйоном річок Думка і Рів. В'їзд із барської траси в Мартинівку чимось нагадує в'їзд до міста Могилів-Подільський. Велика водойма, її скелястий берег, піщане дно, прозора чиста вода, рукотворні насадження білокорих беріз створюють чудову зону відпочинку не тільки для сіл Мартинівки і Межирова, а й для жителів міста Жмеринки, особливо в спекотну літню пору. А для любителів порибалити — став до їх послуг цілорічно.

На південно-східній околиці села знаходиться ландшафтний заказник місцевого значення Межирівські берізки.

## Історія села Мартинівка
Утворення ж села приписують розкольникам — попівцям. Один з них, на ім'я Мартин, поселившись тут разом з сім'єю, заснував щось схоже на старообрядницький скит і привернув увагу ще декількох одновірців. За іменем цього першого поселенця і було названо поселення Мартинівкою.
Роки заснування 1786—1788, себто за 3 роки до його згадки М. Грушевським. Дата заснування збігається з релігійним розколом у Росії, після відомої реформи патріарха Никона XVII століття.
Рух був спрямований проти офіційної православної церкви, а очолив його протопоп Авакум під приводом боротьби за «стару віру». Стихійний рух народних мас переслідувався царською Росією. Почалися жорстокі репресії. Тікали від переслідування, офіційної церкви і репресій, жандармів і урядників непокірні старообрядці — люди з фанатичною вірою, своєю специфічною мовою, звичаями і обрядами. Старообрядські поселення виникли на території сіл Жуківець, Людавки, Слободи-Чернятинської, Мартинівки. Можна припустити, що до переселенця Мартина перейшла невелика група старообрядців, із часом за рахунок змішаних шлюбів вони асимілювались із місцевим населенням. Із появою спиртового заводу і нових жителів вони стали непомітними в загальній масі, так як втратили свою першооснову — мову.
У 1789 році продавалось з торгів Барське старостаство з такими поселеннями (теперішнього нашого району): Межирів — містечко, Мартинівка (біля Межирова), Межирівська Слобода, Молохів, Войтовці (коло Межирова: їх Северин Орловський перемістив в нове поселення — Северинівку), Рів (коло Межирова), Біликівці, Стодульці, Головченці. В другому списку її згадано. Термін 230 років.
Краєзнавець Олександр Оксентійович Іванишин пише, що Мартинівку заснував виходець із Чернятина, старообрядець Мартин. Його разом із іншими старовірами поміщик Чернятина Вітославський переселив у глухі ліси. Тут вони організували поселення Пилипи (пізніше Слобода Чернятинська). Мартин із невідомих причин переселився ближче до річки Рів, неподалік від Межирова.
У другій половині XIX століття польський поміщик князь Сергій Васильович Мещерський отримав у своє
володіння землі сіл Рову, Біликовець, Межирова, Мартинівки, Коростівець, Михайлівки, (Подільське). У 1872 році він будує напроти Гамарні за річкою Рів винокурний завод, на якому працює чотири робітники і сім службовці.
Винокурня була найбільшою в окрузі, але за технічним оснащенням поступалась Слободо-Межирівському спиртовому заводу. За рік вона виробляла (в млн гред) — 5,5 ректифікату. Мартинівський вальцовий млин мав потужність двигуна НР-160. Князь В. С. Мещерський помер у 1916 році. Похований в склепі села Рову. Княгиня була порубана Шаблями під Вінницею в 1922 році, поховали її поряд із чоловіком. Тривалий час після Німецько-радянської війни керував заводом умілий фахівець, заощадливий господар Микола Каленикович Похилюк. Він вмів і знав, як копійку пустити в справу. При ньому значно розширились заводські виробничі потужності, був споруджений відгодівельний тваринницький комплекс, що приносив великі прибутки. В цей час побудували приміщення лікарні, дитячий садок, будинки для спеціалістів заводу, теплицю, було капітально від ремонтовано зруйновану війною Межирівську середню
школу, будувалось і росло село. Не раз працівники особливої служби міліції намагались вилучити спирт у тих, хто ним приторговував. Але довести, що це продукт місцевого заводу, через лабораторію їм не вдавалось.
Підвальний Ярмоленко був неперевершеним майстром своєї справи, хоч існувало неписане правило прохідної
«Спиртевиків не можна мацати за живіт». Це, звичайно, шкодило сім'ї, навчанню дітей в школах, З часом виникла потреба перевести середню школу з вимираючого Межирова в зростаючу Мартинівку. Під приводом розширення виробничої бази було закладено фундаменти і вимурувані стіни майбутньої школи. Директор заводу Адам Францович Заторський закінчив потім будівництво. У 1975 році вона вступила в дію, а навчалося тут 210 учні з сіл Мартинівки, Межирова, Біликовець, Лопатинець. Директором школи був призначений вчитель математики Демидівської школи Іван Іванович Бевз.
12 червня 2020 року, відповідно до Розпорядження Кабінету Міністрів України від  № 707-р «Про визначення адміністративних центрів та затвердження територій територіальних громад Вінницької області», увійшло до складу Жмеринської міської громади.
19 липня 2020 року, в результаті адміністративно-територіальної реформи та ліквідації Жмеринського району, село увійшло до складу новоутвореного Жмеринського району.

## Населення

### Мова
Розподіл населення за рідною мовою за даними перепису 2001 року:
| Мова       | Відсоток |
| ---------- | -------- |
| українська | 98,24%   |
| російська  | 1,49%    |
| румунська  | 0,27%    |